# Power Golf
Power Golf es un videojuego de golf que fue lanzado originalmente para PC Engine el 25 de mayo de 1989 en Japón, desarrollado y publicado por Hudson Soft. También fue relanzado para la Consola Virtual de Wii en octubre de 2007 en Japón y noviembre de 2007 en América del Norte y Europa. Absorbidos por Konami, el juego fue relanzado para Consola Virtual de Wii U el 22 de octubre de 2014 y Windows Store el 1 de mayo de 2014 en Japón. Además, es incorporado en PC Engine Mini. Este es el único juego deportivo que soporta 3 jugadores.
- Datos: Q7236322